# Zeitreise (Schiller-Album)
Zeitreise - Das Beste von Schiller ist eine Kompilation des deutschen Musikprojekts Schiller.

## Entstehung
Bei Zeitreise - Das Beste von Schiller handelt es sich um die erste Kompilation des Musikprojekts von Christopher von Deylen. Sie enthält 35 Songs aus allen Studioalben außer Opus, darunter auch Songs mit seinem ehemaligen Partner Mirko von Schlieffen, sowie zwei einleitende Songs. Für von Deylen selbst ist das Album "die Gelegenheit, einen Zwischenstrich zu ziehen".

## Veröffentlichung
Das Album wurde am 16. Dezember 2016 zusammen mit dem Livealbum Zeitreise Live veröffentlicht. Wie schon andere Schiller-Alben erschien auch Zeitreise in unterschiedlichen Varianten. Die Kompilation erschien auf CD, Doppel-LP und als Download. Die Deluxe Edition umfasst zwei CDs. Die Limited Super Deluxe Edition umfasst zusätzlich eine dritte CD mit einer Auswahl von Remixen und eine DVD mit Musikvideos. Die Limited Ultra Deluxe Edition umfasst die Limited Super Deluxe Edition, eine handsignierte Leinwand, einen Filmstreifen aus dem Musikvideo Leben...I feel You und ein Bonusalbum mit neuen Instrumentalstücken.

## Titelliste

### Standard Edition
Alle Stücke geschrieben von Christopher von Deylen, sofern nicht anders angegeben.
1. Zeitreise I
2. Leben...I feel you (featuring Peter Heppner) (von Deylen, Heppner) (vom Album Leben)
3. Schwerelos (vom Album Future)
4. Sehnsucht (featuring Xavier Naidoo) (von Deylen, Naidoo) (vom Album Sehnsucht)
5. Ein schöner Tag (von Deylen, Mirko von Schlieffen) (vom Album Weltreise)
6. Das Glockenspiel (von Deylen, von Schlieffen) (vom Album Zeitgeist)
7. You (featuring Colbie Caillat) (von Deylen, Caillat) (vom Album Sehnsucht)
8. Ultramarin (vom Album Sonne)
9. Berlin - Moskau (vom Album Sonne)
10. Sonne (featuring Unheilig) (von Deylen, Der Graf) (vom Album Sonne)
11. Morgentau (featuring Mike Oldfield) (vom Album Tag und Nacht)
12. Playing with Madness (featuring Mia Bergström) (von Deylen, Bergström) (vom Album Atemlos)
13. Polarstern (vom Album Atemlos)
14. Nachtflug (vom Album Tag und Nacht)
15. Dream of You (featuring Peter Heppner) (von Deylen, von Schlieffen, Heppner) (vom Album Weltreise)
16. Once upon a Time (vom Album Future)
17. Ruhe (von Deylen, von Schlieffen) (vom Album Zeitgeist)[3]

### Deluxe Edition
Alle Stücke geschrieben von Christopher von Deylen, sofern nicht anders angegeben.

#### CD 1
1. Zeitreise I
2. Schwerelos (vom Album Future)
3. The Future III (vom Album Future)
4. Ile Aye (featuring Stephenie Coker) (von Deylen, Coker) (vom Album Sehnsucht)
5. Tiefblau (vom Album Atemlos)
6. Der Tag...Du bist erwacht (featuring Jette von Roth) (von Deylen, von Roth) (vom Album Tag und Nacht)
7. Sommerregen (vom Album Leben)
8. Playing with Madness (featuring Mia Bergström) (von Deylen, Bergström) (vom Album Atemlos)
9. Leben...I feel you (featuring Peter Heppner) (von Deylen, Heppner) (vom Album Leben)
10. In der Weite (vom Album Sehnsucht)
11. Ultramarin (vom Album Sonne)
12. Berlin - Moskau (vom Album Sonne)
13. Salton Sea (vom Album Atemlos)
14. Mitternacht (vom Album Sonne)
15. Polarstern (vom Album Atemlos)
16. Once upon a Time (vom Album Future)
17. Dream of You (featuring Peter Heppner) (von Deylen, von Schlieffen, Heppner) (vom Album Weltreise)
18. Denn wer liebt (featuring Anna Maria Mühe) (vom Album Sehnsucht)

#### CD 2
1. Zeitreise II
2. Leidenschaft (featuring Jaki Liebezeit) (vom Album Atemlos)
3. Morgentau (featuring Mike Oldfield) (vom Album Tag und Nacht)
4. Let it rise (featuring Midge Ure) (vom Album Atemlos)
5. Liebesschmerz (von Deylen, von Schlieffen) (vom Album Zeitgeist)
6. Lichtermeer (vom Album Sonne)
7. Zenit (featuring Klaus Schulze) (von Deylen, Schulze) (vom Album Atemlos)
8. Time for Dreams (featuring Lang Lang) (vom Album Sehnsucht)
9. Try (featuring Nadia Ali) (von Deylen, Ali) (vom Album Atemlos)
10. Die Nacht...Du bist nicht allein (featuring Thomas D) (von Deylen, Dürr)
11. You (featuring Colbie Caillat) (von Deylen, Caillat) (vom Album Sehnsucht)
12. Solaris (vom Album Sonne)
13. Sonne (featuring Unheilig) (von Deylen, Der Graf) (vom Album Sonne)
14. Nachtflug (vom Album Tag und Nacht)
15. Ein schöner Tag (von Deylen, von Schlieffen) (vom Album Weltreise)
16. Das Glockenspiel (von Deylen, von Schlieffen) (vom Album Zeitgeist)
17. Sehnsucht (featuring Xavier Naidoo) (von Deylen, Naidoo) (vom Album Sehnsucht)
18. Schiller (von Deylen, von Schlieffen) (vom Album Weltreise)
19. Ruhe (von Deylen, von Schlieffen) (vom Album Zeitgeist)[4]

### Limited Super Deluxe Edition

#### CD 3
1. Once upon a Time (Cahill Remix)
2. Dream of You (Filatov & Karas Mix)
3. Ruhe (Andrew Bennett Remix)
4. Berlin - Moskau (Chill Out Version)
5. Das Glockenspiel (Humate Remix)
6. Ruhe (Humate Remix)
7. Dream of You (Chillout Mischung)
8. Mitternacht (Chill Out Version)
9. Ruhe (Tom Middleton Remix)
10. Das Glockenspiel (Schillout Remix)

#### DVD
1. Not in Love (featuring Arlissa)
2. Once upon a Time
3. Paradise (featuring Arlissa)
4. The Future I + II (featuring Kéta)
5. Lichtermeer
6. Sonne (featuring Unheilig)
7. Solaris
8. Always You (featuring Anggun)
9. I will follow you (featuring Hen Ree)
10. Try (featuring Nadia Ali)
11. You (featuring Colbie Caillat)
12. Time for Dreams (featuring Lang Lang)
13. Let me love you (featuring Kim Sanders)
14. Sehnsucht (featuring Xavier Naidoo)
15. Der Tag...Du bist erwacht (featuring Jette von Roth)
16. Die Nacht...Du bist nicht allein (featuring Thomas D)
17. Leben...I feel You (featuring Peter Heppner)
18. Liebe (featuring Mila Mar)
19. Dancing with Loneliness (featuring Kim Sanders)
20. Dream of You (featuring Peter Heppner)
21. Ein schöner Tag
22. Ruhe
23. Liebesschmerz
24. Das Glockenspiel[5]

### Limited Ultra Deluxe Edition

#### CD 4
Alle Stücke geschrieben von Christopher von Deylen.
1. Zeitreise III
2. Zeitreise IV
3. Zeitreise V
4. Zeitreise VI
5. Zeitreise VII
6. Zeitreise VIII
7. Zeitreise IX
8. Zeitreise X[6]

### Download-Version
Die Download-Version besteht aus den 47 Tracks der drei CDs der Limited Super Deluxe Edition. Als Bonus-Track enthält sie Not in Love (featuring Arlissa) (von Deylen, Ruppert, Sinai Tedros) aus dem Album Future.

### LP-Version
Alle Stücke geschrieben von Christopher von Deylen, sofern nicht anders angegeben.

#### Seite 1
1. Denn wer liebt (featuring Anna Maria Mühe) (vom Album Sehnsucht)
2. Sonnenuhr (vom Album Sonne)
3. In der Weite (vom Album Sehnsucht)
4. Opium (featuring Jaki Liebezeit) (vom Album Atemlos)

#### Seite 2
1. Sehnsucht (featuring Xavier Naidoo) (von Deylen, Naidoo) (vom Album Sehnsucht)
2. Ruhe (von Deylen, von Schlieffen) (vom Album Zeitgeist)
3. Dream of You (featuring Peter Heppner) (von Deylen, von Schlieffen, Heppner) (vom Album Weltreise)
4. Liebesschmerz (von Deylen, von Schlieffen) (vom Album Zeitgeist)
5. Das Glockenspiel (von Deylen, von Schlieffen) (vom Album Zeitgeist)

#### Seite 3
1. Die Nacht...Du bist nicht allein (featuring Thomas D) (von Deylen, Dürr) (vom Album Tag und Nacht)
2. Tiefblau (vom Album Atemlos)
3. Let me love you (featuring Kim Sanders) (von Deylen, Sanders) (vom Album Sehnsucht)
4. Once upon a Time (vom Album Future)
5. You (featuring Colbie Caillat) (von Deylen, Caillat) (vom Album Sehnsucht)

#### Seite 4
1. Always You (featuring Anggun) (von Deylen, Cipta Sasmi) (vom Album Atemlos)
2. Leben...I feel You (featuring Peter Heppner) (von Deylen, Heppner) (vom Album Leben)
3. Ein schöner Tag (von Deylen, Mirko von Schlieffen) (vom Album Weltreise)
4. Lichter (von der EP Tagtraum)
5. Ultramarin (vom Album Sonne)[8]